# Cacic muntanyenc meridional
El cacic muntanyenc meridional (Cacicus chrysonotus) és un ocell de la família dels ictèrids (Icteridae).

## Hàbitat i distribució
Habita la selva pluvial als Andes del sud-est del Perú i oest de Bolívia central.